# Panamon Creel
Panamon Creel è un personaggio della saga di Shannara, creata dallo scrittore fantasy Terry Brooks. Compare nel libro La Spada di Shannara facente parte del ciclo di Shannara, scritto da Terry Brooks nel 1978.

## Storia
Panamon Creel è un ladro originario del Sud, che vaga per le quattro Terre assieme al Troll Keltset. Il ladro monco incontra Shea Ohmsford dopo averlo salvato dagli gnomi, i quali lo avevano catturato dopo che il mezzelfo era caduto dalla via per Paranor a seguito di una slavina.
All'inizio lo reclamò come proprio (e non solo lui, anche le sue proprietà, infatti non gli lasciò tenere le tre Pietre Magiche), in quanto lo aveva salvato ed egli gli era debitore, ma dopo una lunga discussione acconsentì a portarlo verso Nord. Panamon verrà a conoscenza del vero motivo della missione solo dopo un attacco da parte di un Messaggero del Teschio, prontamente ucciso da Shea.
I tre, dopo la battaglia, partirono verso Paranor. Appena arrivati davanti ai boschi che circondavano la fortezza, i tre incontrarono Orl Fane, uno gnomo disertore che aveva con lui un sacco pieno di cianfrusaglie, bottino rubato dopo una battaglia. Lo gnomo venne fatto prigioniero dai tre ma riuscì a scappare, portando con sé una sola delle tanti armi contenute nel sacco: la Spada di Shannara. I tre capirono che si trattava del talismano e lo inseguirono. Subito, si misero alla ricerca di Orl Fane, che scappava impaurito verso Nord, attirato da una forza non conosciuta (che si rivelò essere Brona, il Signore dell'Inganno). Seguirono le sue orme fino alle montagne del Charnal, dove scoprirono alcune cose sul passato di Keltset. Dopo molti pericoli tra cui la cattura da parte di una tribù di Troll, i tre riuscirono a trovare la Spada, e Shea, grazie all'artefatto, distrusse Brona.
Nella fuga dal crollo del palazzo del Signore degli Inganni, Panamon muore apparentemente, ma alla fine del libro si viene a scoprire che era miracolosamente sopravvissuto; infatti sarà lui a riportare le Pietre Magiche (perdute dal mezzelfo durante il viaggio) a Valle, dove Shea era tornato alla fine dell'avventura.
Inoltre Panamon Creel è anche un erede del forgiatore della spada di Shannara, Urprox Screl, che in seguito ad alcuni avvenimenti prese il nome di Urprox Creel.
Urprox Screl è un personaggio del libro Il primo re di Shannara.